# Нгонье (водопад)
Нгонье (также: Водопад Сиома; англ. Ngonye Falls) — водопад на реке Замбези, на западе Замбии, близ населённого пункта Сиома.
Расположен в нескольких сотнях километров вверх по течению от водопада Виктория. Меньшие размеры и относительная труднодоступность делают Нгонье гораздо менее известным, чем водопад Виктория. Сформирован теми же геологическими процессами, что и более известный сосед. Высота составляет всего 10-25 метров, ширина точно неизвестна, но весьма значительна; расход воды составляет (в среднем) 963 м³/сек, что делает Нгонье 14-м по полноводности водопадом в мире. Имеет форму полумесяца или подковы.